# Joseph Charron
Joseph Leo Charron CPpS (ur. 30 grudnia 1939 w Redfield, Dakota Południowa) – amerykański duchowny katolicki, biskup Des Moines w latach 1993-2007.

## Życiorys
Święcenia kapłańskie otrzymał 3 czerwca 1967 w zgromadzeniu Misjonarzy Krwi Chrystusa. Kontynuował studia w Rzymie. Ukończył studia na Uniwersytecie Laterańskim i Academia Alfonsiana. W latach 1976–1979 pracował jako zastępca sekretarza generalnego Konferencji Biskupów Amerykańskich. W kolejnych latach był prowincjałem swego zgromadzenia w Prowincji Kansas City.
6 listopada 1989 papież Jan Paweł II mianował go biskupem pomocniczym archidiecezji Saint Paul i Minneapolis ze stolicą tytularną Bencenna.  Sakry udzielił mu abp John Robert Roach. 
12 listopada 1993 został ordynariuszem diecezji Des Moines w Iowa. Z tej funkcji zrezygnował 10 kwietnia 2007 z powodów zdrowotnych.